# مصطفى مراد الدباغ
مصطفى مراد الدباغ (1897 أو 1898 -1989) هو كاتب ومُدرس فلسطيني، اشتهر لكتابه بلادنا فلسطين والذي يُعتبر من المَراجع المُهمة التي توثق معلوماتٍ حول فلسطين وشعبها.

## حياته
وُلدَ في مدينة يافا عام 1897 أو 1898، ووالده مراد الدباغ والدته آمنة هيكل، وزوجته وداد محمصاني، ولهُ ولدان عمر وصلاح الدين. تلقى علومه الأولية في المدرسة الأميرية ، ثُمَ أكمل دراسته الثانوية في المكتب السلطاني في بيروت. في عام 1915 استدعيَ للخدمة كضابطٍ احتياط في الجيش العثماني فتلقى تدريبًا عسكريًا في مدينة بعلبك وأُرسل إلى معسكرات الجيش في إستانبول ثم أُرسل مع الحملة المتجهة إلى الحجاز بقيادة فخري باشا، وبعد انتهاء الحرب العالمية الأولى انضم إلى صفوف الملتحقين بالشريف حسين، فعمل في الحجاز مدة تزيد عن سنة، وبعد قيام بريطانيا باحتلال فلسطين عاد إلى يافا ليعمل في مجال التربية والتعليم، حيثُ عمل مدرسَا ثم مديرًا لمدرسة المعارف الرسمية في الخليل، ثُمَ مُدرسًا في دار المعلمين بالقدس عام 1925، وفيما بعد عمل مساعدًا لمفتش المعارف في نابلس وغزة، ثُم مفتشًا للمعارف في اللواء الجنوبي وفي لواء نابلس.
شغلَ عدة مناصب منها مساعدًا لوكيل وزارة المعارف في عمّان، ثم وكيلًا لها في الفترة ما بين 1954 حتى 1959، كما عمل أيضًا مديرًا للمعارف في قطر من سنة 1959 إلى سنة 1961.

## مؤلفاته
كتبَ مئات المقالات ونشر أبحاثًا كثيرة تناول في أغلبها قضايا فلسطين والشعب الفلسطيني، كما كتب في المجال التربوي والتاريخي، ومن مؤلفاته:
- بلادنا فلسطين، حيثُ فقد بحثه الأول في غضون النكبة وهو راحلًا من يافا عبر البحر، وذلك عندما أجبرهُ قبطان القارب بالتخلي عن حقيبته لتخفيف وزن القارب.[8][7]
- مدرسة القرية (1935).
- التاريخ القديم للوطن العربي (1951).
- الموجز في تاريخ فلسطين منذ أقدم الأزمنة حتى اليوم (1956).
- الموجز في تاريخ فلسطين (1960).
- قطر ماضيها وحاضرها (1961).
- الجزيرة العربية (1962).
- جزيرة العرب: موطن العرب ومهد الإسلام (1963).
- القبائل العربية وسلائلها في بلادنا فلسطين (1979).
- الموجز في تاريخ الدول العربية وعهودها في بلادنا فلسطين (1980).
- الموجز في تاريخ الدول الإسلامية وعهودها في بلادنا فلسطين (1981).
- من هنا وهناك (1986).

في عام 1986 كتبَ مُصطفى آخر كتابٍ ألفهُ واسمه «من هنا وهناك»، وكتبَ فيه:

## وفاته
تُوفيَ في 7 أيلول 1989م، كما تذكر مصادر أُخرى أنهُ توفي في 1 أكتوبر 1989، وكان آنذاك في بيروت. منح اسمه وسام القدس للثقافة والفنون عام 1990.